# Masteria simla
Espèce
Synonymes
- Accola simla Chickering, 1967

Masteria simla est une espèce d'araignées mygalomorphes de la famille des Dipluridae.

## Distribution
Cette espèce est endémique de l'île de Trinité à Trinité-et-Tobago. Elle se rencontre vers Simla.

## Description
Le mâle holotype mesure 3,38 mm et la femelle paratype 4,03 mm.

## Systématique et taxinomie
Cette espèce a été décrite sous le protonyme Accola simla par Chickering en 1967. Elle est placée dans le genre Masteria par Raven en 1979.

## Étymologie
Son nom d'espèce lui a été donné en référence au lieu de sa découverte, Simla.

## Publication originale
- Chickering, 1967 : « Three new species of Accola (Araneae, Dipluridae) from Costa Rica and Trinidad, W. I. » Psyche, vol. 73, no 3, p. 157-164 (texte intégral).